# Tolfenaminsäure
Tolfenaminsäure ist ein Derivat der Anthranilsäure und gehört zur Gruppe der Fenamate. In der Medizin wird es als nichtsteroidales Antiphlogistikum (entzündungshemmendes Mittel) eingesetzt.

## Gewinnung und Darstellung
Die Synthese von Tolfenaminsäure kann durch die Umsetzung des Kaliumsalzes der 2-Brombenzoesäure mit 3-Chlor-2-methylanilin bei 145 °C in NMP in Gegenwart von Kupfer(II)-acetat erfolgen.

## Eigenschaften
Tolfenaminsäure tritt in zwei unterschiedlich gefärbten polymorphen Kristallformen auf. Die gelbe Kristallform zeigt einen Schmelzpunkt von 212,6 °C mit einer Schmelzenthalpie von 49 kJ·mol−1. Die weiße Kristallform schmilzt bei 211,0 °C mit einer Schmelzenthalpie von 41 kJ·mol−1. Beide Kristallformen stehen monotrop zueinander. Das gelbe Polymorph ist die thermodynamisch stabilere Form. Beide Kristallformen bilden ein monoklines Kristallgitter. Die Raumgruppe ist bei der weißen Form P21/c, die der gelben Form P21/n. Es handelt sich um Konformationspolymorphe.

## Wirkungsprinzip
Tolfenaminsäure ist ein Hemmer der sog. Cyclooxygenase, einem Enzym der Synthese von Prostaglandin. Infolge der Unterdrückung dieses Entzündungsstoffs wirkt es entzündungshemmend (antiphlogistisch), fiebersenkend (antipyretisch) und schmerzlindernd (analgetisch).

## Kontraindikationen
Das Mittel sollte nicht bei Schädigungen der Nieren, der Leber, des Herzens und bei Geschwüren und Blutungen im Magen-Darm-Kanal eingesetzt werden. Für Bluter ist es ebenfalls kontraindiziert.

## Handelsnamen
Migea, Tolfedine, Clotam (Tobishi Shingaku)